# Catherine de Laval (XIVe siècle)
Pour les articles homonymes, voir Catherine de Laval.
Catherine de Laval est la fille de Guy X de Laval et de Béatrix de Bretagne. Elle est la première épouse d'Olivier V de Clisson, et eut deux enfants : Marguerite, plus tard mariée à Jean de Châtillon, comte de Penthièvre, fils aîné de Charles de Blois ; et Béatrix qui devait épouser Alain VIII de Rohan.

## Biographie
Elle habite le plus souvent Josselin alors qu'Olivier guerroie contre le duc. De là elle écrit à Blain pour les affaires de sa maison. Elle demande au sénéchal d'annoncer à ses fidèles vassaux que son mari et seigneur est sauf de Craon ; elle lui ordonne de payer l'artilleur du château quatre livres par mois, le canonnier soixante sols ; elle recommande de donner à quinze pauvres « leur soustenance de manger pain de froment ou autre pain, et potage, et plein un hanap de vin, en notre hostel par delà le château, hors du petit chastel ». Et par une lettre du même jour, elle recommande à Adam Fourde, capitaine du château, de surveiller étroitement l'exécution de l'ordre donné pour cette aumône.
Les principaux officiers de la seigneurie de Blain sous le gouvernement de Catherine sont le capitaine Adam Fourde (1383) ; le sénéchal Alain Chance (1383) ; le châtelain Eon Douet (1378), plus tard (1390), Guillaume Rouaud.